# Jatropha spinosissima
Jatropha spinosissima är en törelväxtart som beskrevs av Mats Thulin. Jatropha spinosissima ingår i släktet Jatropha och familjen törelväxter. Inga underarter finns listade i Catalogue of Life.